# Синдром Зудека
Синдром Зудека (атрофия Зудека) — болевой синдром, возникающий после травмы конечностей, сопровождающийся длительными вазомоторными, трофическими нарушениями и остеопорозом. Немецкий хирург Пауль Зудек впервые представил в 1900 году описание характерных рентгенологических признаков (прозрачность костного рисунка) при некоторых воспалительных заболеваниях костей и суставов с быстро наступающей костной атрофией, назвав это явление острой трофоневротической костной атрофией. Этим П. Зудек указал на ведущую роль нарушения местных вегетативных реакций. Данный клинико-рентгенологический синдром был также позже в подробностях описан французским хирургом Рене Леришем. Международная ассоциация по изучению боли в 1996 году предложила заменить ряд терминов в травматологии и ортопедии, обозначавшихся как «синдром Зудека» («рефлекторная симпатическая дистрофия», «посттравматическая дистрофия руки», «алгонейродистрофия», синдром «плечо — кисть», «каузалгия» и др.), на общий термин «комплексный региональный болевой синдром» (КРБС) (complex regional pain syndrome — CRPS).

## Этиология
Наиболее частой причиной возникновения синдрома Зудека является неправильное или ошибочное лечение повреждений конечности, незнание основных принципов реабилитации заболевшей конечности,  и неправильная иммобилизация (обездвиживание) кисти. Болезненные манипуляции при первичном обслуживании больного, плохие повязки, нефизиологическое положение при иммобилизации, допускание возможности боли и отёка и недооценивание роли ранних активных движений ведут к развитию синдрома Зудека. После прекращения иммобилизации отягощающим фактором являются горячие процедуры, болезненность и грубая «реабилитация» пассивными движениями и массажем.

## Патофизиология
Каждая травма в большей или меньшей степени вызывает нарушение вегетативной нервной системы и сосудодвигательного механизма. Однако благодаря компенсаторным механизмам организма, правильному лечению и успешным восстановительным мероприятиям эти явления проходят, и наступает целесообразная реакция излечения. При длительно действующих раздражителях — боль, инфекция или отёк — нарушение приобретает постоянный характер. Повышенный тонус симпатического нерва фиксируется, становится независимым от первоисточника раздражения (и вызывает сужение мелких кровеносных сосудов). Наступает стаз и кислородное голодание. Нарушается обмен тканей. Возникает ацидоз тканей.
Процессы дегенерации преобладают над процессами регенерации, что и приводит к разрастанию соединительной ткани. Все это дополнительно раздражает симпатический нерв. Создается порочный круг. Вскоре все элементы порочного круга приобретают самостоятельное значение и влияют друг на друга. Поражение охватывает и костную систему, где застой вызывает известную пятнистую костную атрофию. Таким образом наступают тяжелые анатомические и функциональные расстройства, выраженные в фиброзировании скользящего аппарата сухожилий, затвердевании суставов, рарефикации костей и нарушениях трофики.

## Клиническая картина
Клинически отмечают постоянные интенсивные боли, которые усиливаются при малейшем движении или прикосновении. В связи с этим наблюдается резкое их ограничение. После иммобилизации боли не исчезают. Быстро развивается диффузный плотный отёк. Кожа вначале тёплая и гиперемированная, затем холодная и цианотичная (так называемая мраморная кожа). Постепенно кожа истончается, становится блестящей, теряет складчатость строения. Отмечают хрупкость, истончение и ломкость ногтей и волос, атрофию мышц и подкожной клетчатки. Усиливается рост волос на больной части тела. На рентгенограммах выражен пятнистый остеопороз костей.

## Лечение
Лечение обычно консервативное. В начальной стадии проводят медикаментозную терапию (анальгезирующие и сосудорасширяющие препараты, миорелаксанты, витамины группы В, анаболические гормоны и др.), которую сочетают с гипербарической оксигенацией, иглоукалыванием, лазерной терапией и др. С целью нормализации обмена кальция назначают кальцитрин. При отсутствии эффекта иногда проводят новокаиновые блокады или симпатэктомию. После уменьшения интенсивности болевого синдрома назначают физиотерапию, ЛФК, массаж. Следует избегать применения интенсивных тепловых процедур и грубых насильственных манипуляций, так как это вызывает обострение патологического процесса. Прогноз в отношении функции не всегда благоприятный.